# Rojas (Venezuela)
Rojas è un comune del Venezuela situato nello stato del Barinas.
Il capoluogo del comune è la città di Libertad.